# Palestina nos Jogos Olímpicos de Verão de 2004
Palestina competiu nos Jogos Olímpicos de Verão de 2004, em Atenas, na Grécia.